# Liste der Biografien/Braz
Liste der Biografien |
Portal Biografien |
Personensuche
# |
A |
B |
C |
D |
E |
F |
G |
H |
I |
J |
K |
L |
M |
N |
O |
P |
Q |
R |
S |
T |
U |
V |
W |
X |
Y |
Z |
?
 
Ba |
Be |
Bd |
Bg |
Bh |
Bi |
Bj |
Bl |
Bm |
Bn |
Bo |
Br |
Bs |
Bu |
Bw |
By |
Bz
 
Bra |
Brc |
Brd |
Bre |
Brg |
Bri |
Brj |
Brk |
Brl |
Brn |
Bro |
Brp–Brt |
Bru |
Brv |
Bry |
Brz
 
Braa |
Brab |
Brac |
Brad |
Brae |
Braf |
Brag |
Brah |
Brai |
Braj |
Brak |
Bral |
Bram |
Bran |
Brao |
Braq |
Brar |
Bras |
Brat |
Brau |
Brav |
Braw |
Brax |
Bray |
Braz
Die Liste der Biografien führt alle Personen auf, die in der deutschsprachigen Wikipedia einen Artikel haben. Dieses ist eine Teilliste mit 61 Einträgen von Personen, deren Namen mit den Buchstaben „Braz“ beginnt.

## Braz
- Braz Benevente, Antônio (* 1961), brasilianischer Geistlicher, römisch-katholischer Bischof von Jacarezinho
- Braz de Aviz, João (* 1947), brasilianischer Theologe, Kurienkardinal
- Braz de Oliveira Filho, David (* 1987), brasilianischer Fußballspieler
- Braz, Adam (* 1981), kanadischer Fußballspieler
- Braz, Dan Ar (* 1949), französischer Singer-Songwriter und Gitarrist
- Braz, Dirceu (* 1950), brasilianischer Komponist, Trompeter und Schriftsteller
- Braz, Félix (* 1966), luxemburgischer Politiker, Mitglied der Chambre und Journalist
- Braz, Loalwa (1953–2017), brasilianische Sängerin und Songwriterin
- Braz, Manuel da Costa (1934–2019), portugiesischer Oberst und Politiker, Innenminister
- Braz, Sandra (* 1978), portugiesische Fußballschiedsrichterin
- Braz, Thiago (* 1993), brasilianischer Stabhochspringer

### Braza
- Brazaitis, Povilas (1879–1947), litauischer Jurist und Politiker
- Brazão, Gabriel (* 2000), brasilianischer Fußballspieler
- Brazauskas, Algirdas (1932–2010), litauischer Politiker, Premierminister und Präsident LitauensAlgirdas Brazauskas (1932–2010)

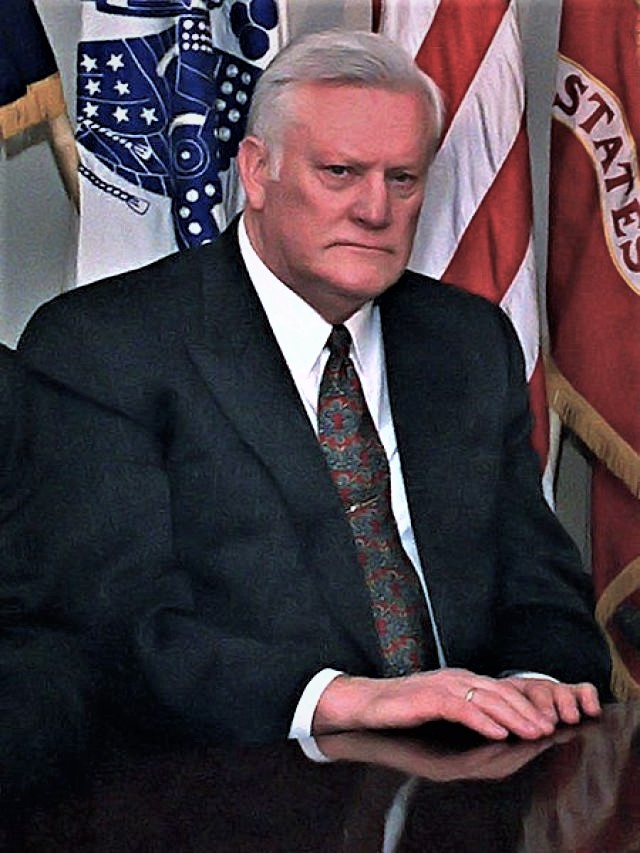
Algirdas Brazauskas (1932–2010)

- Brazauskas, Jonas (1909–1979), litauischer Fußballspieler
- Brazauskas, Romualdas (* 1960), litauischer Basketball-Schiedsrichter von FIBA
- Brazauskienė, Julija (1933–2011), litauische Ärztin
- Brazauskienė, Kristina (* 1949), litauische Unternehmerin und Politikerin

### Brazd
- Brazda, Johann (* 1954), österreichischer Sozialwissenschaftler
- Brazda, Kurt (* 1947), österreichischer Regisseur, Kameramann und Fotokünstler
- Brázda, Oskar (1887–1977), tschechischer Maler und Bildhauer
- Brázda, Pavel (1926–2017), tschechischer Maler
- Brazda, Rudolf (1913–2011), homosexueller Häftling im KZ BuchenwaldRudolf Brazda (1913–2011)

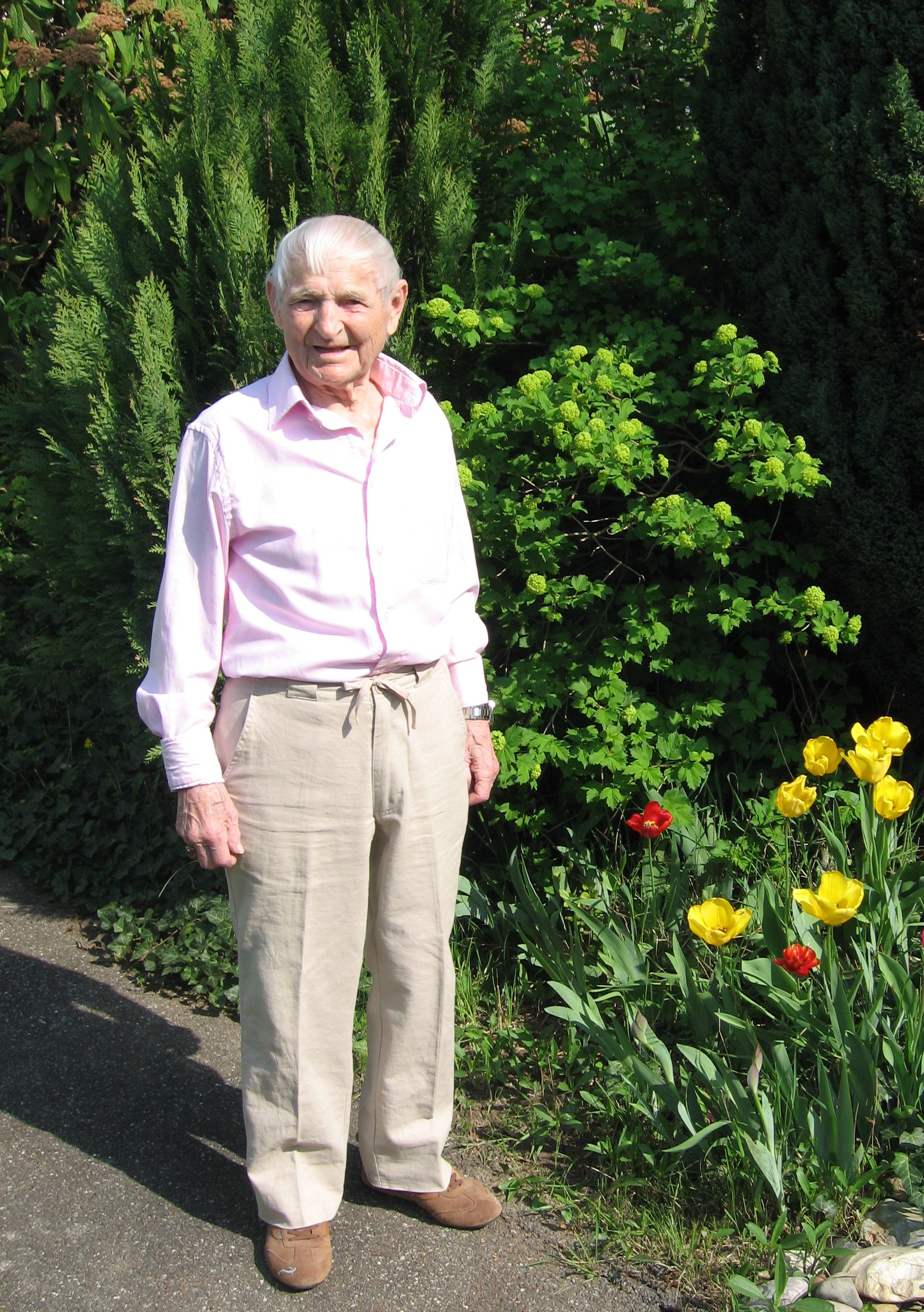
Rudolf Brazda (1913–2011)

- Brazdeikis, Ignas (* 1999), kanadischer Basketballspieler
- Brazdovics, Josef (1904–1969), österreichischer Sozialdemokrat, Widerstandskämpfer
- Brazdžionis, Bernardas (1907–2002), litauischer Dichter

### Braze
- Braže, Baiba (* 1966), lettische Politikerin und Diplomatin
- Brazeau, Jay (* 1953), kanadischer Schauspieler und Synchronsprecher
- Brazeau, Patrick (* 1974), kanadischer Politiker, Bundessenator
- Brazell, Bennie (* 1982), US-amerikanischer Hürdenläufer und American-Football-Spieler
- Brazelton, Conni Marie (* 1955), US-amerikanische Schauspielerin
- Brazelton, T. Berry (1918–2018), amerikanischer Kinderarzt
- Brazelton, Tyrone (* 1986), US-amerikanischer Basketballspieler
- Bražėnas, Algis (1943–2012), litauischer Ingenieur und Mechaniker, Professor an der Filiale Panevėžys der Technischen Universität Kaunas
- Bražėnas, Konstantas (1894–1933), litauischer Politiker
- Brazenor, Charles W. (1897–1979), britisch-australischer Zoologe

### Brazi
- Brazier, Brendan (* 1975), kanadischer Triathlet und Sachbuchautor
- Brazier, David, englischer Squashspieler
- Brazier, Donavan (* 1997), US-amerikanischer Leichtathlet
- Brazier, Eugénie (1895–1977), französische Köchin
- Brazier, Frank (1934–2021), australischer Radsportler
- Brazil, Alan (* 1959), schottischer Fußballspieler
- Brazil, Bobo (1924–1998), US-amerikanischer Wrestler
- Brazil, Joe (1927–2008), US-amerikanischer Jazzmusiker
- Brazil, Mark (* 1955), britischer Ornithologe, Naturschützer, Autor und Journalist
- Brazil, Scott (1955–2006), US-amerikanischer Produzent und Regisseur
- Brazil, Vital (1865–1950), brasilianischer Immunologe
- Brazile, Donna (* 1959), US-amerikanische Politikerin der Demokratischen Partei
- Brazile, Robert (* 1953), US-amerikanischer American-Football-Spieler und -Trainer
- Braziulis, Virginijus (* 1965), litauischer Schachspieler

### Brazl
- Brazlaw, Nathan von (1780–1844), ukrainischer Rabbi, Führer der Brazlawer Chassidim
- Brazlevič, Figub (* 1983), deutscher Musikproduzent

### Brazn
- Braznikovs, Dimitrijs (* 1967), lettischer Handballspieler

### Brazy
- Brazys, Darius (* 1968), litauischer Politiker
- Brazys, Teodoras (1870–1930), litauischer katholischer Prälat, Organist, Chordirigent, Musikpädagoge und Musikologe
- Brazys, Vidmantas (1946–2017), litauischer Politiker und Bürgermeister der Gemeinde Marijampolė

### Brazz
- Brazza, Pierre Savorgna de (1852–1905), französischer Marineoffizier und Afrikareisender
- Brazzale, Riccardo (* 1960), italienischer Jazzmusiker (Pianist, Bigband-Leader, Komponist) und -autor
- Brazzi, Oscar (1918–1998), italienischer Filmschaffender
- Brazzi, Rossano (1916–1994), italienischer SchauspielerRossano Brazzi (1916–1994)

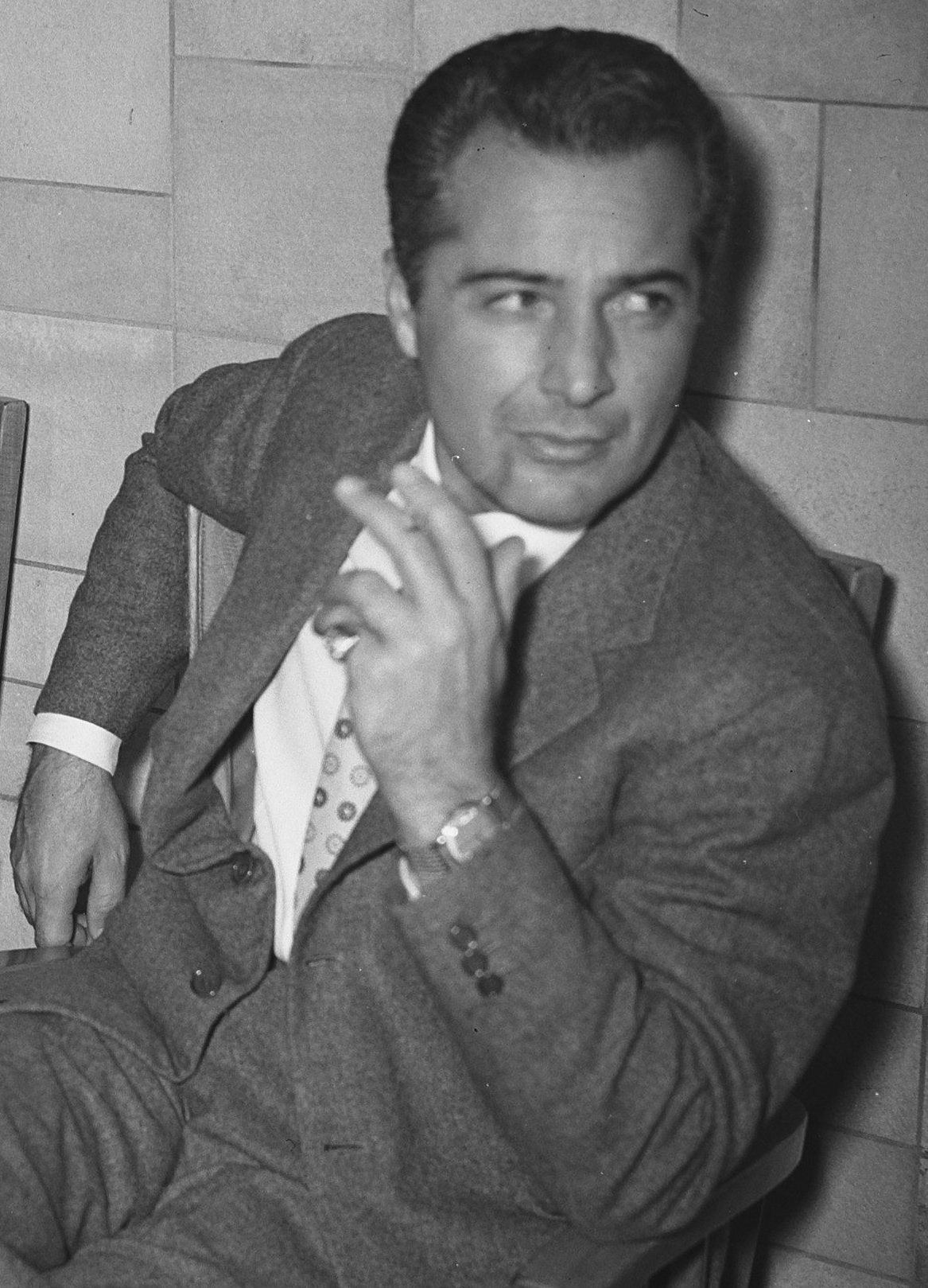
Rossano Brazzi (1916–1994)

- Brazzini Diaz-Ufano, Alberto Aurelio (1937–2001), peruanischer katholischer Bischof